# 不良品 (アルバム)
『不良品』（ふりょうひん）は、2016年1月27日に発売された氣志團の8thアルバムである。

## 概要
- 前作から3年9か月ぶりに発売されたオリジナルアルバム。
- ジャケットやブックレットに登場する綾小路翔は本人ではなく、さまぁ～ずの大竹一樹が演じている。
- オリコンアルバムチャートでは7位に入り、『愛 羅 武 勇』以来11年ぶりにトップ10入りを果たした。

## 収録曲
1. Bring it on!
  - 作曲：西園寺瞳, 星グランマニエ / 編曲：木内健
2. 喧嘩上等
  - 作詞：綾小路翔 / 作曲：西園寺瞳, 星グランマニエ
3. 氣志團がやって来たオラ!オラ!オラ!
  - 作詞・作曲：綾小路翔
4. ツッパリHigh School Musical（登場編）
  - 作詞・作曲：綾小路翔
5. 16歳
  - 作詞：綾小路翔 / 作曲：星グランマニエ
6. アビイ・ロード
  - 作詞：綾小路翔 / 作曲：西園寺瞳
7. 恋のタラレバ
  - 作詞：綾小路翔 / 作曲：西園寺瞳
8. Don't Feel,Think!!
  - 作詞：綾小路翔 / 作曲：西園寺瞳
9. トミーのここまで言って委員会(仮)
  - 作詞・作曲：西園寺瞳
10. ロックバンド
  - 作詞・作曲：星グランマニエ
11. 風雲!松塾のテーマ
  - 作詞・作曲：白鳥松竹梅
12. 元祖早乙女光伝説
  - 作詞：綾小路翔 / 作曲：星グランマニエ
13. 族魂-zokkon-
  - 作曲：西園寺瞳, 星グランマニエ
14. 我ら思う、故に我ら在り
  - 作詞・作曲：綾小路翔
15. 幸せにしかしねーから
  - 作詞：綾小路翔 / 作曲：西園寺瞳
16. ツッパリHigh School Musical（出発編）
  - 作詞・作曲：綾小路翔
17. 不良品
  - 作詞・作曲：綾小路翔
18. ライバルズ
  - 作詞：綾小路翔 / 作曲：星グランマニエ